# Église Sainte-Eugénie de Pontonx-sur-l'Adour
Pour les articles homonymes, voir Sainte Eugénie et Église Sainte-Eugénie.
L'église Sainte-Eugénie de Pontonx-sur-l'Adour est un lieu de culte catholique situé dans la commune de Pontonx-sur-l'Adour, dans le département français des Landes.

## Historique
L'église fut édifiée en 1879 par l'architecte Dupuy. Elle est en forme de croix latine. 

## Architecture et décorations
Son style est romano-gothique, le clocher-porche, en façade, est à quatre niveaux, qui se terminent par une flèche. 
La nef, séparée des bas côtés par des arcades en arc brisé, est à quatre travées. 
La partie supérieure comprend un triforium aveugle aux ouvertures géminées que l'on retrouve aussi dans la partie supérieure du chœur, des fresques murales de Jean Rigaud recouvrent les murs de la nef au niveau des arcades, la séparant des bas-côtés et de chaque côté du narthex de l'entrée. Placées au revers du clocher, Jésus ressuscité apparaissant à Marie-Madeleine et Jésus et la Samaritaine au puits de Jacob auraient été peintes à Paris en 1938, avant la guerre et la captivité de l'artiste. Les huit autres, qui occupent les écoinçons des cinq grandes arcades, avec chacune deux figures, auraient été peintes à Urt. Dans une disposition manifestement hiérarchique en avançant vers le chœur, elles représentent douze saints et saintes, dont plusieurs landais, puis quatre figures de la Vierge à l'Enfant, avec en arrière-plan un édifice qui aide à l'identification, et quatre anges. On reconnaît le père Louis Cestac, saint Vincent de Paul, saint Michel Garicoïts, saint Dominique et saint François, saint Louis et sainte Jeanne d'Arc. Les Vierges sont Notre-Dame de Chartres, N.-D. de Maylis, N.-D. de la Garde et N.-D. de Fourvières.